# The Weak's End
The Weak's End é o álbum de estreia da banda Emery, lançado em 2004.

## Faixas
| N.º | Título                                                                                  | Duração |  |
| 1.  | "Walls"                                                                                 | 3:23    |  |
| 2.  | "The Ponytail Parades"                                                                  | 4:05    |  |
| 3.  | "Disguising Mistakes with Goodbyes"                                                     | 3:20    |  |
| 4.  | "By All Accounts (Today Was a Disaster)"                                                | 4:06    |  |
| 5.  | "Fractions"                                                                             | 5:14    |  |
| 6.  | "The Note from Which a Chord Is Built" (chamado de "sem título" no lançamento original) | 2:28    |  |
| 7.  | "Bloodless"                                                                             | 4:22    |  |
| 8.  | "Under Serious Attack"                                                                  | 3:49    |  |
| 9.  | "As Your Voice Fades"                                                                   | 4:02    |  |
| 10. | "The Secret"                                                                            | 6:00    |  |